# 小林一恵
小林 一恵（こばやし かずえ、1978年10月1日 - ）は、日本の元お笑い芸人。本名同じ。SMA NEET Projectに所属していた。

## 来歴・概説
長野県松本市出身。松商学園高等学校を卒業後に上京、専門学校東京アナウンス学院卒業後にデビュー。事務所公表のスリーサイズはB83cm、W74cm、H85cm。SMA NEET Projectに所属する前は、フリーで活動。
かつては、後に『タボン』のメンバーとなる渡部千春と『いちはる』を組んで活動。いちはる解散後、『キスキス・パンパン』（キスキスバンバンとは別のコンビ）のメンバーとしても活動していた時期があった。この後ピン芸人となり、芸名を「コバヤシ」とする。コバヤシ時代に出演した『エンタの神様』では「ヤシコバ月子」の名前で出演した。
2007年に、芸名をコバヤシから本名の小林一恵とする。同年11月14日に自身初の単独ライブ『くもりのちこんばんわ』を行う。また、ウメ、あぁ〜しらきと3人でのトークライブ『3匹のおしゃべり』を定期的に行っていた。
スタイルは主に一人コント。
2015年12月現在、芸人を引退して舞台俳優として活動している。

## 出演

### テレビ
- エンタの神様（日本テレビ） - ヤシコバ月子として出演。キャッチコピーは「悲哀の女一人芝居」。演じたのは、忍者テーマパークに勤める忍者のコント（2005年4月16日）
- ゲンセキ（TBSテレビ） - 2005年6月22日
- Goro's Bar（TBSテレビ） - フロアレディの一人として出演（2005年）
- ゆうがたGet!（テレビ信州） - 「エキチュウ」（長野駅前からの生中継レポートなど）の火曜日担当（2008年10月7日- 2010年3月23日）

### 舞台
- 新・夏の魔球（2006年、スペース・ゼロ） - 「カズシゲくん」役
- ゲニウスロキ（劇団イノセントスフィア公演　2009年4月19日、三軒茶屋シアタートラム）